# Адуан, Жорж
Жорж Джамиль Адуан (араб. جورج جميل عدوان‎;
1947, Дейр-эль-Камар) — ливанский политик и юрист, один из руководителей организации Танзим. Активный участник гражданской войны на стороне правохристианских сил. После Кедровой революции — заместитель председателя исполкома партии Ливанские силы, депутат парламента Ливана.

## Образование и взгляды
Родился в семье ливанских христиан-маронитов. Дейр-эль-Камар — родное селение Жоржа Адуана — известно как родовой центр клана Шамун и оплот правохристианской НЛП. В 1971 Жорж Адуан окончил юридический факультет Университета Святого Иосифа. Работал адвокатом.
Идеологически Жорж Адуан с юности стоял на прозападных позициях ливанского национализма и антикоммунизма. Был решительным противником панарабизма, ООП и палестинского присутствия в Ливане. Состоял в правохристианской боевой организации Танзим, созданной бывшими боевиками-фалангистами. С 1973 являлся наиболее влиятельным членом Командного совета «Танзим».

## В гражданской войне
С 1975 года Жорж Адуан как руководящий активист «Танзим» участвовал в ливанской гражданской войне. Руководил боевиками «Танзим» в сражении за Тель-Заатар 1976 и Стодневной войне 1978. Тесно сотрудничал с Баширом Жмайелем, Мишелем Ауном, Самиром Джааджаа. Представлял «Танзим» в руководстве Ливанского фронта.
Жорж Адуан принадлежал к той части правохристианского лагеря, которая выступала за альянс с Сирией против палестинцев и ливанских левых. Это привело Адуана к конфликту с антисирийскими деятелями в своей организации и в «Ливанском фронте». В конце 1976 он был отстранён от руководящей должности в «Танзим» и создал свою «Партию Танзим». Однако его позиция не встретила поддержки — боевики «Танзим» интегрировались в Ливанские силы.
В 1990 году Жорж Адуан выступал посредником в конфликте Самира Джааджаа с генералом Ауном.
В период сирийской оккупации Ливана 1990—2005 Жорж Адуан отошёл от активной политики. Поддерживал связь с Сетридой Джааджаа, женой находившегося в заключении Самира Джааджаа.

## Политик «Ливанских сил»
После Кедровой революции 2005 года Жорж Адуан присоединился к партии «Ливанские силы» Самира Джааджаа. Занял пост вице-председателя Исполкома «Ливанских сил» — второе положение в партийной иерархии. Как представитель «Ливанских сил» был избран депутатом ливанского парламента от района Шуф.
Жорж Адуан играет видную роль в ливанской политике. Он является автором нового избирательного закона, который премьер-министр Саад Харири охарактеризовал как «историческое достижение» (закон существенно меняет нарезку избирательных округов и вводит пропорциональную систему). Адуан оказал заметное влияние на исход президентских выборов 2014—2016, склонив «Ливанские силы» к поддержке президентской кандидатуры Мишеля Ауна. Активно противодействует исламистской партии Хезболла.
Политическое влияние Жоржа Адуана вызывает настороженность в партии президента Ауна Свободное патриотическое движение, особенно со стороны министра иностранных дел Джебрана Басиля.